# Kabinett Wekerle I

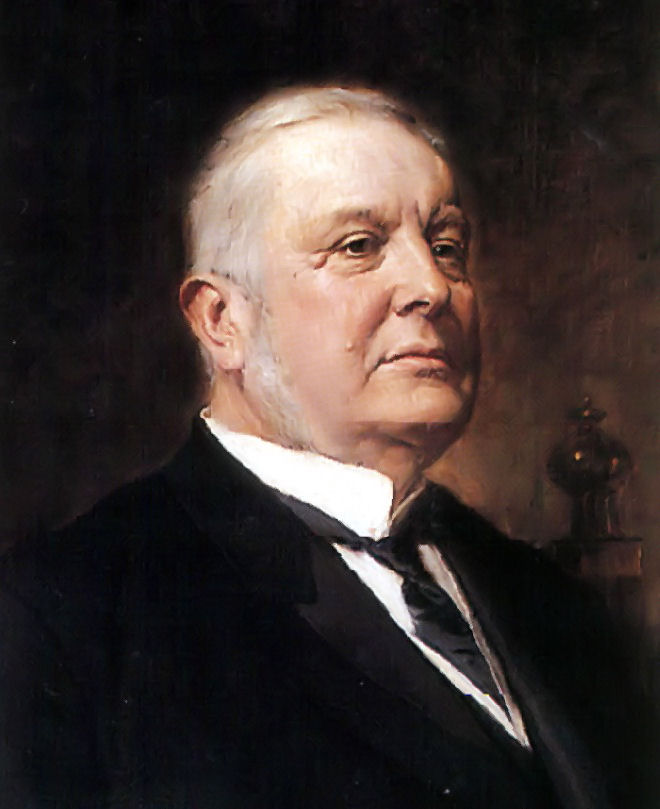
Sándor Wekerle auf einem Gemälde von Gyula Benczúr.

Das Kabinett Wekerle I war die Regierung des Königreichs Ungarn von 1892 bis 1895. Sie wurde vom ungarischen Ministerpräsidenten Sándor Wekerle am 19. November 1892 gebildet und bestand bis 15. Januar 1895.

## Minister
Parteien:
_ Liberale Partei (Szabadelvű Párt)
_ Kroatische Unionspartei (Horvát Unionista Párt)
_ parteilos
| Amt                                          | Amtsträger | Amtsträger               | Beginn der Amtszeit | Ende der Amtszeit |
| -------------------------------------------- | ---------- | ------------------------ | ------------------- | ----------------- |
| Ministerpräsident, Finanzminister            |            | Sándor Wekerle           | 19. November 1892   | 15. Januar 1895   |
| Minister am Allerhöchsten Hoflager           |            | Lajos Tisza              | 19. November 1892   | 10. Juni 1894     |
| Minister am Allerhöchsten Hoflager           |            | Gyula Andrássy           | 10. Juni 1894       | 15. Januar 1895   |
| Minister für Landesverteidigung              |            | Géza Fejérváry           | 19. November 1892   | 15. Januar 1895   |
| Minister für Cultus und Unterricht           |            | Albin Csáky              | 19. November 1892   | 10. Juni 1894     |
| Minister für Cultus und Unterricht           |            | Loránd Eötvös            | 10. Juni 1894       | 15. Januar 1895   |
| Justizminister                               |            | Dezső Szilágyi           | 19. November 1892   | 15. Januar 1895   |
| Minister für Ackerbau                        |            | András Bethlen           | 19. November 1892   | 10. Juni 1894     |
| Minister für Ackerbau                        |            | Géza Fejérváry (interim) | 10. Juni 1894       | 16. Juni 1894     |
| Minister für Ackerbau                        |            | Andor Festetics          | 16. Juni 1894       | 15. Januar 1895   |
| Minister für Handel                          |            | Béla Lukács              | 19. November 1892   | 15. Januar 1895   |
| Minister des Innern                          |            | Károly Hieronymi         | 19. November 1892   | 15. Januar 1895   |
| Kroatisch-slawonisch-dalmatinischer Minister |            | Imre Josipovich          | 19. November 1892   | 15. Januar 1895   |